# John Charles Manning
John Charles Manning   (Pietermaritzburg, 1962) és un botànic sud-africà, investigador al Herbari Compton de l'Institut Nacional Botànic de Sud-àfrica des de 1989. Ha treballat en el jardí botànic nacional de Kirstenbosch de Ciutat del Cap.

## Algunes publicacions
- Goldblatt, P & JC Manning. 1996. Reduction of Schizostylis (Iridaceae: Ixioideae). En Hesperantha Novon 6 (3) : 262-264
- Goldblatt, P & JC Manning. Notes on the systematics & nomenclature of Tritonia (Iridaceae: Crocoideae). Bothalia 36: 2006
- Goldblatt, P & JC Manning. Hyacinthaceae. Ornithogalum kirstenii sp. nov. (Albuca group: subgenus Falconera) from Western Capi, South Africa & new combinations in the group. Bothalia 36: 2006
- Goldblatt, P & JC Manning. New species of Iridaceae from the Bokkeveld & the Hantam-Roggeveld centre of endemism, South Africa. Bothalia 36: 2006
- Goldblatt, P & JC Manning. Asphodelaceae. A new species of Trachyandra section Trachyandra from Western Capi, South Africa. Bothalia 36:2006
- Goldblatt, P & JC Manning. A systematic revision of the southern African genus Babiana (Iridaceae: Crocoideae). Strelitzia 2006
- Goldblatt, P & JC Manning. Pollination of Romulea syringodeoflora (Iridaceae: Crocoideae) by a long-proboscid fly, Prosoeca sp. (Diptera: Nemestrinidae). S. African J. Bot. 2006

### Llibres
- Manning, JC; P Goldblatt. 2004. Crocosmia & Chasmanthe. Ed. Timber Press, 236 pàg. ISBN 0-88192-651-5
- Goldblatt, P & JC Manning. 2003. Gladiolus in Tropical Africa: Systematics, Biology & Evolution. Ed. Timber Press. 338 pàg. ISBN 0-88192-333-8
- Manning, JC; P Goldblatt; D Snijman. 2002. The Color Encyclopedia of Capi Bulbs. Ed. Timber Press. 486 pàg. ISBN 0-88192-547-0
- Goldblatt, P & JC Manning. 1998. Gladiolus in Southern Africa. Ed. Fernwood Books. 320 pàg. ISBN 1-874950-32-6